# La Mère de la mariée
Ne doit pas être confondu avec La Mère de la mariée (film, 2024).
Pour plus de détails, voir Fiche technique et Distribution.
La Mère de la mariée (Om Al Arroussa) est un film égyptien réalisé par Atef Salem, sorti en 1963.

## Fiche technique
- Titre original : Om Al Arroussa
- Titre français : La Mère de la mariée
- Réalisation : Atef Salem
- Scénario : Abdel Hamid Gouda Sahhar, Abdel Hay Adib
- Pays d'origine :  Égypte
- Date de sortie : 1963

## Distribution
- Taheya Carioca : Zeineb, la mère de la mariée
- Imad Hamdi : Hussein Marzouk, le père
- Samira Ahmed : Ahlam
- Youssef Chaabane : Jalal
- Hassan Youssef : Chafik
- Madiha Salem : Nabila